# Жанимов, Аслан Борисович
Аслан Борисович Жанимов (28 июня 1952, Нальчик — 20 октября 2020, Нальчик) — советский борец классического стиля, чемпион и призёр чемпионатов СССР, чемпион Европы, обладатель Кубка мира (1980—1982 годы), Заслуженный мастер спорта СССР.

## Биография
Увлёкся борьбой в 1967 году. В 1973 году выполнил норматив мастера спорта СССР. Участвовал в восьми чемпионатах СССР. Ушёл из большого спорта в 1982 году.
Заслуженный работник физической культуры и спорта КБР (2002 год). Старший тренер-преподаватель СДЮШОР по дзюдо и самбо Госкомитета Кабардино-Балкарии по физической культуре и спорту.

## Спортивные достижения
- Чемпионат СССР по классической борьбе 1979 года — ;
- Чемпионат СССР по классической борьбе 1981 года — ;
- Чемпионат СССР по классической борьбе 1982 года — .